# Lực lượng Dã chiến II, Việt Nam
Lực lượng Dã chiến II, Việt Nam, còn gọi là Quân đoàn II Dã chiến, Việt Nam (tiếng Anh: II Field Force, Vietnam - II.FFV) là lực lượng cấp quân đoàn của lực lượng Quân đội Hoa Kỳ và đồng minh tại Việt Nam trong thời gian chiến tranh Việt Nam. Lực lượng được thành lập ngày 15 tháng 3 năm 1966 và giải thể vào ngày 2 tháng 5 năm 1971. Bộ chỉ huy Quân đoàn đặt tại Long Bình. Phạm vi hoạt động của Quân đoàn là Vùng III Chiến thuật (hay Quân khu III) của Việt Nam Cộng hòa bao gồm 11 tỉnh bao quanh khu vực Sài Gòn.
Các sư đoàn và lữ đoàn trưc thuộc Quân đoàn II Dã chiến, Việt Nam thực ra không chỉ bao gồm các đơn vị Quân đội Hoa Kỳ mà còn cả các đơn vị quân đội đồng mình. Trong thời gian hoạt động, Quân đoàn II Dã chiến, Việt Nam đã từng chỉ huy các đơn vị sau:
- Sư đoàn Bộ binh số 1 (biệt danh: "Anh cả Đỏ")
- Sư đoàn Bộ binh số 9
- Sư đoàn Bộ binh số 25 (biệt danh: "Tia chớp Nhiệt đới")
- Sư đoàn Không vận 101
- Sư đoàn Không kỵ số 1 (sư đoàn kỵ binh bay)
- Lữ đoàn 3 (Sư đoàn Không vận số 82)
- Lữ đoàn 3 (Sư đoàn Bộ binh số 4)
- Lữ đoàn Không vận 173
- Lữ đoàn Bộ binh nhẹ 196
- Lữ đoàn Bộ binh nhẹ 199
- Lữ đoàn Thiết giáp số 11
- Đơn vị Không chiến 12
- Đơn vị Pháo 23
- Đơn vị Pháo 54
- Lực lượng I Đặc nhiệm Úc (quân đội đồng minh Úc và Tân Tây Lan)
- Lực lượng Tình nguyện Hoàng gia Thái (quân đội đồng minh Thái Lan)

Ngoài ra, Quân đoàn II Dã chiến, Việt Nam còn chỉ huy tất cả các đơn vị tham gia cuộc cuộc phản công Tết Mậu Thân và chiến dịch Campuchia năm 1970.